# Chiesa di San Giorgio (Boltiere)
La chiesa di San Giorgio è la parrocchiale di Boltiere in provincia di Bergamo, fa parte del vicariato di Spirano-Verdello. La chiesa fu elevata a parrocchia nel XVI secolo.

## Storia
Nel X secolo è indicata una basilica dedicata a san Giorgio che era stata consacrata il 19 gennaio 1292 dal vescovo Roberto Bonghi. Secondo la tradizione la chiesa era stata fondata dal longobardo re Cuniperto.

La chiesa fu citata da Giovanni Da Lezze nel 1596 nel Descrizione di Bergamo e del suo territorio. La parrocchia faceva parte della pieve di Pontirolo della arcidiocesi di Milano fino al 1598, quando venne unita alla plebania di Verdello.
La parrocchia passò alla diocesi orobia tra il 1784 e il 1787 con quelle inserite nella plebana di Verdello dopo la nuova ridefinizione voluta dal Doge della Repubblica di Venezia e accettata dalla Sacra Congregazione Concistoriale e confermata dalla bolla pontificia del 13 novembre 1786 del papa Pio VI.
La nuova chiesa fu edificata nel 1828 e consacrata nel 1833, come risulterebbe dalla relazione del parroco nel 1864, risultava che vi sussidiario un solo edificio di culto e che era in costruzione in prossimità della chiesa. Dagli atti della visita pastorale del vescovo Pietro Luigi Speranza si evince che vi era il parroco coadiuvato da due cappellani, un confessore e un cappellano che veniva pagato dalla famiglia Cagnola di Verdello nelle funzioni domenicali. Le due confraternite erano una gestita dalle donne intitolata alla dottrina cristiana e quella di san Giuseppe eretta dagli uomini.
Nel 1889 la chiesa fu consacrata nuovamente intitolata a san Giorgio dal vescovo Gaetano Camillo Guindani che benedisse anche il nuovo altare maggiore ponendovi le reliquie dei santi Alessandro di Bergamo Agostino e Aurelia. La nuova torre campanaria fu edificata nei primi anni del Novecento su disegno dell'architetto Virginio Muzio. Furono poste nel castello le cinque campane fuse dalla ditta Bizzozero nel 1854 che erano state benedette da Pier Luigi Speranza e aggiunte altre tre consacrate dal vescovo Guidani e fuse dalla ditta Bianchi. Queste furono sequestrate durante il secondo conflitto mondiale nel 1943, e ricollocate nel 195e quelle nuove fuse dalla ditta Ottolina in  "si b.".
Seguirono poi lavori di manutenzione ordinaria e straordinaria con la posa del nuovo altare come adeguamento liturgico successivo al Concilio Vaticano II.
Con decreto del 28 giugno 1971 del vescovo Giulio Oggioni la chiesa di Boltiere fu inserita nel vicariato di Spirano-Verdello.

## Descrizione

### Esterno
La chiesa dal classico orientamento liturgico, è preceduta da un ampio sagrato pavimentato in granito rosa di Bavero sopraelevato da quattro gradini dall'assetto viabile. La facciata si presenta imponente con le grandi quattro colonne centrali e due pilastri terminali completi di capitelli d'ordine corinzio che reggono la trabeazione, dove è posto il timpano triangolare. La facciata prosegue con la parte intonacata completa di tre aperture di cui quella centrale di maggior misura e tutte con paraste e trabeazione in granito di Bavero. Tra le aperture vi sono due nicchie vuote. La parte superiore presenta cinque riquadri.

### Interno
L'aula a pianta quadrata è inserita nell'aula a croce greca, terminante con la zona presbiteriale a pianta quadrata e sopraelevata da tre gradini in marmo termina con l'abside semicircolare. Lesene a forma di colonna con alta zoccolatura sempre in granito e capitelli d'ordine corinzio, sorreggono la trabeazione con fregio e cornicione che percorre tutta l'aula e il presbiterio. Quattro grandi arcate poggiano sulle colonne e sostengono una cupola inscritta in un tamburo ottagonale;
, mentre i quattro bracci della croce hanno la copertura con volta a botte.

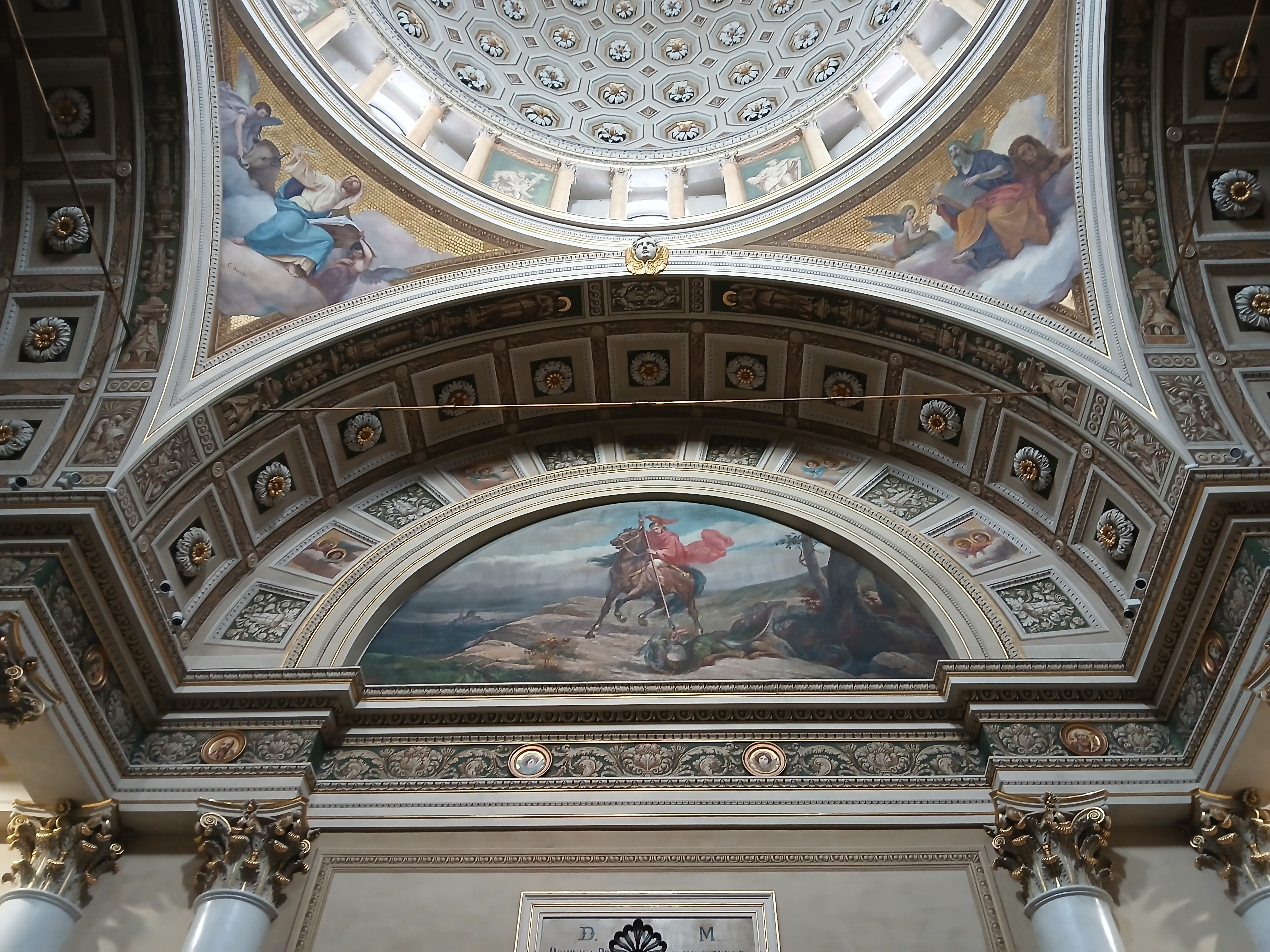
Abramo Spinelli. San Giorgio (1909)

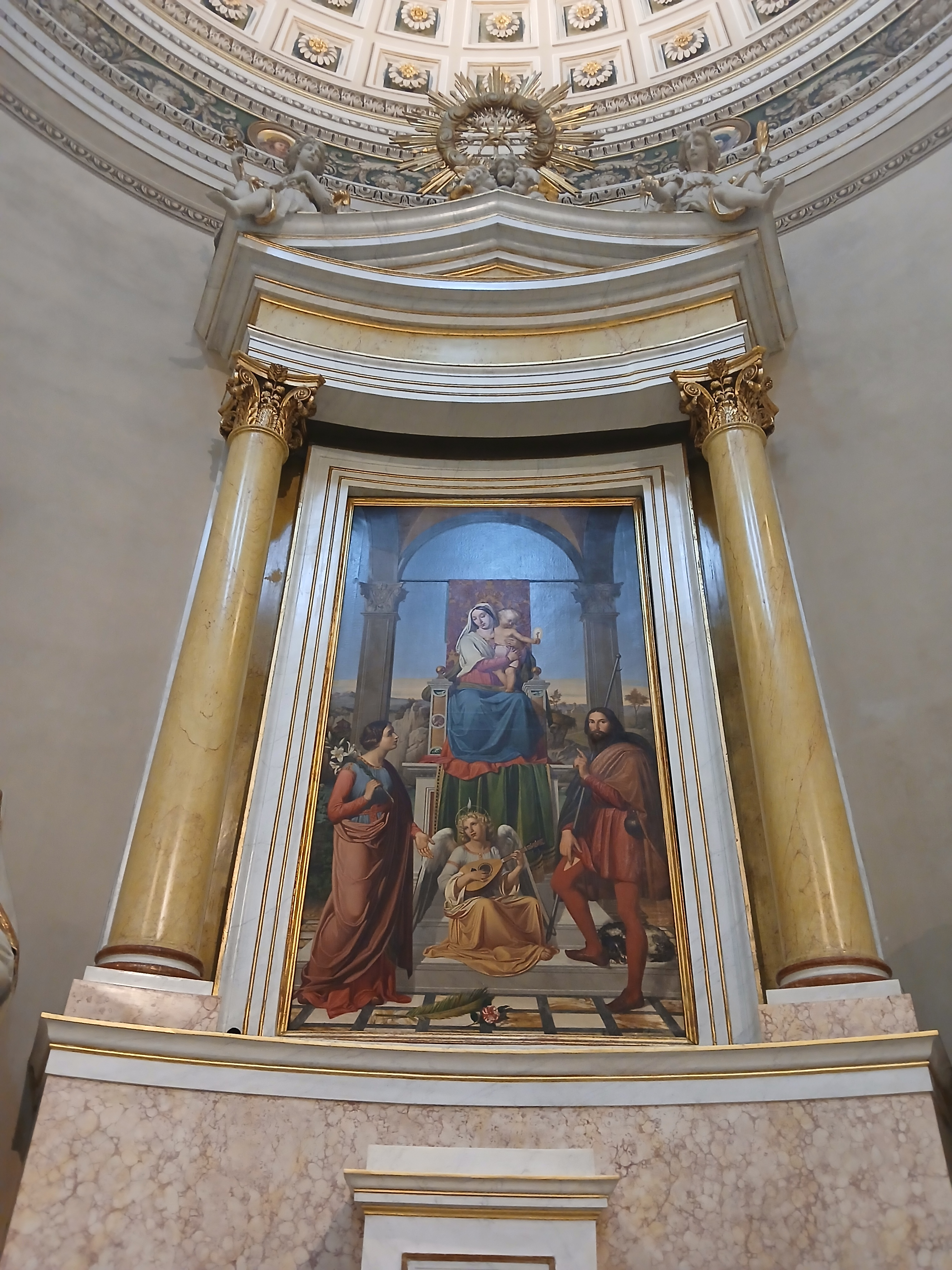
Giuseppe Martinengo. Madonna con Gesù Bambino e Santi (1857)

A sinistra dell'ingresso vi è il fonte battesimale. Vi sono inoltre le cappelle delimitate da balaustre marmoree della Madonna del Santissimo Rosario completa di altare neoclassico, quella dedicata alla Madonna e santi. La zona presbiteriale sopraelevata da tre gradini è preceduta dall'arco trionfale e da dai due pulpiti in legno dorato. Quattro colonne completano la zona del coro e reggono la trabeazione e il fregio con cornicione da dove parte il catino della volta. L'abside termina con il coro ligneo.